# Флаг Щербинки
Флаг муниципального образования городской округ Ще́рбинка в Новомосковском административном округе города Москвы Российской Федерации.
Утверждён 20 октября 2004 года, как флаг муниципального образования «Город Щербинка» Московской области (после муниципальной реформы 2006 года — муниципальное образование «городской округ Щербинка Московской области»/«город Щербинка Московской области»; с 1 июля 2012 года — внутригородское муниципальное образование города Москвы городской округ Щербинка), и внесён в Государственный геральдический регистр Российской Федерации с присвоением регистрационного номера 1749.
Отражает исторические, культурные, общественные, национальные и другие местные традиции.

## Описание

### Первый флаг
Первый флаг города был утверждён 27 июля 2004 года решением Совета депутатов муниципального образования «Город Щербинка» № 353/96. За основу флага Щербинки был взят флаг РСФСР образца 1954 года.

Флаг города Щербинки представляет собой красное прямоугольное полотнище со светло-синей полосой у древка во всю ширину флага, которая составляет одну восьмую длины флага. В центральной части красного полотнища изображён герб города Щербинки, который занимает с сохранением пропорций 2/3 ширины флага. Отношение ширины флага к его длине — 1:2.

## Действующий флаг
По рекомендации Геральдического совета при Президенте Российской Федерации был разработан и 20 октября 2004 года, решением Совета депутатов муниципального образования «Город Щербинка» № 370/104, был утверждён новый флаг города Щербинки:

Флаг города Щербинки представляет собой прямоугольное синее полотнище с отношением ширины к длине 2:3; вдоль узких сторон красные полосы в 1/5 длины полотнища каждая. На фоне синей полосы воспроизведены фигуры герба: жёлтая сквозная арка, мурованная белым, имеющая по внешней стороне закруглённого верха стенозубчатый белый край; вверх и в стороны из-за арки расходятся жёлтые, тонкие вписанные лучи. Внутри арки серебряное кольцо, соединённое с опорой того же металла, внизу вписанной в кольцо, вверху заменяющей часть кольца.

## Обоснование символики
Флаг города Щербинки разработан на базе герба, за основу которого взяты символы старейших градообразующих предприятий города:
- Кольцо, соединённое с опорой, в форме железнодорожного рельса символизирует Экспериментальное кольцо Всероссийского научно-исследовательского института железнодорожного транспорта;
- Сквозная кирпичная арка (печь) — Щербинский завод электроплавленных огнеупоров и расположенное на территории города предприятие Подольскогнеупор;
- Стенозубчатый край (шестерня) — Щербинский лифтостроительный завод.

Сияние в виде лучей символизирует жизнь и молодость.
Красные полосы по краям символизируют принадлежность к Московской области.
Синий цвет символизирует честь, искренность, добродетель, а также аэропорт и входящий в состав города гарнизон Остафьево.
Жёлтый цвет (золото) символизирует прочность, силу, справедливость и самостоятельность.
Белый цвет (серебро) символизирует чистоту и откровенность.